# امانوئل موره
امانوئل موره (فرانسوی: Emmanuel Mouret‎؛ زادهٔ ۳۰ ژوئن ۱۹۷۰) هنرپیشه، کارگردان و فیلم‌نامه‌نویس اهل فرانسه است. وی از سال ۱۹۹۸ میلادی تاکنون مشغول فعالیت بوده‌است. از فیلم‌هایی که وی در آن نقش داشته است می‌توان به هنر عشق و کاپریس اشاره کرد.